# 템플 스퀘어

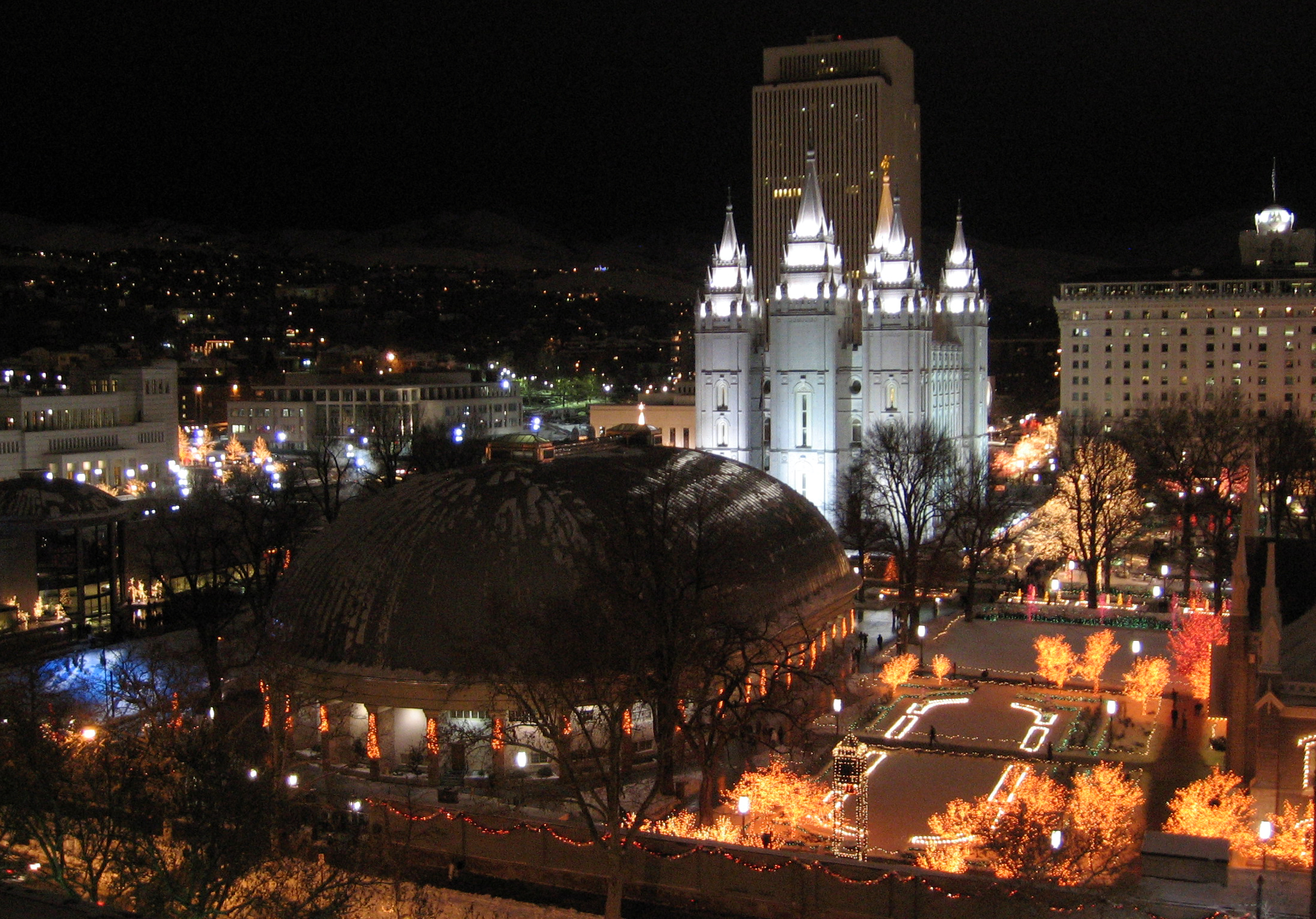
템플 스퀘어

템플스퀘어(영어: Temple Square)는 미국 솔트레이크시티 중심에 있는 광장으로, 예수 그리스도 후기성도 교회가 소유하고 있다. 광장 내에는 솔트레이크 성전, 솔트레이크 성막, 솔트레이크 회관, 갈매기 기념비, 2개의 관광객 센터가 있다.